# Пётр I (архиепископ Милана)
Пётр I (лат. Petrus I; итал. Pietro I; умер 15 мая 805, Милан) — архиепископ Милана (784—805).

## Биография
Происхождение Петра I точно не установлено. Миланские предания называют его членом знатной семьи Олдатри. Впервые в письменной форме эти сведения были зафиксированы итальянским историком XIV века Гоффредо Буссерским. Это мнение считалось истинным до XIX века, когда историки начали подвергать серьёзному сомнению сообщения средневековых хроник о родственных связях миланских архиепископов со знатными местными семействами. В настоящее время эти сведения, не находящие подтверждения в раннесредневековых исторических источниках, считаются недостоверными. Предполагается, что архиепископ Пётр мог быть франком.
Большинство сведений о Петре I носят легендарный характер и содержатся в сочинениях авторов, живших значительно позднее рубежа VIII—IX веков. Согласно этим сведениям, до получения архиепископского сана Пётр был секретарём папы римского Адриана I. На основании этих данных некоторые историки идентифицируют его с папским посланцем Петром, который в 773 году прибыл ко двору правителя Франкского государства Карла Великого с призывом защитить Престол Святого Петра от посягательств со стороны короля лангобардов Дезидерия.
Благодаря знакомству с правителем франков, Пётр в 784 году был возведён в сан главы Миланской архиепархии, став здесь преемником скончавшегося архиепископа Фомы. Деятельности Петра I как главы крупнейшей митрополии Ломбардии была направлена на проведение ряда реформ, ставивших целью укрепление авторитета Миланской архиепархии как центра церковной жизни Северной Италии.
В первые же годы своего архиепископства Пётр основал в Милане бенедиктинский монастырь, сделав его главным храмом базилику Святого Амвросия. Эта обитель стала первым аббатством, основанным на территории бывшего королевства лангобардов после завоевания его франками. 23 октября 789 года Пётр I утвердил устав нового монастыря и назначил его первым аббатом Бенедикта, а 31 апреля 790 года получил от Карла Великого хартию в пользу этой обители. Архиепископа Петра считают одним из наиболее видных сторонником монастырских реформ, проводившихся правителем Франкского государства.
У своих современников Пётр I заслужил уважение за свою большую образованность, а в своих письмах Алкуин отзывался о нём и как о человеке огромного благочестия. Позднейшие предания приписывают архиепископу составление для папы римского Адриана I сборника сочинений Григория Великого и называют Петра автором нескольких сочинений против «ариан», за что он, якобы, получил от Карла Великого прозвище «Молот еретиков». В 794 году глава Миланской архиепархии участвовал в церковном соборе во Франкфурте, на котором были осуждены лидеры адопциан Феликс Урхельский и Элипанд Толедский.
К архиепископской деятельности Петра I относят также создание первых в Милане приютов для детей бедных родителей и перенесение мощей нескольких святых. Сообщения о посещении Петром двора Карла Великого вместе с папой римским Львом III в 799 году и послания правителя Франкского государства к миланскому архиепископу считаются историками недостоверными.
Средневековые каталоги глав Миланский архиепархии датируют кончину Петра I 15 мая 805 года и сообщают, что он был похоронен в базилике Святого Амвросия. Новым архиепископом Милана был избран Одельберт.